# Gardinia magnifica
Gardinia magnifica là một loài bướm đêm thuộc phân họ Arctiinae, họ Erebidae.